# Maldonkopf
Maldonkopf är ett berg i Österrike.   Det ligger i distriktet Imst och förbundslandet Tyrolen, i den västra delen av landet, 400 km väster om huvudstaden Wien. Toppen på Maldonkopf är 2 149 meter över havet.
Terrängen runt Maldonkopf är bergig. Närmaste större samhälle är Imst, 6,0 km öster om Maldonkopf. 
I omgivningarna runt Maldonkopf växer i huvudsak barrskog. Runt Maldonkopf är det ganska glesbefolkat, med 35 invånare per kvadratkilometer.